# Zvoňte, zvonky
Zvoňte, zvonky – debiutancki album słowackiego zespołu Prúdy z 1969, jedna z najważniejszych płyt w historii słowackiej muzyki rockowej.
Album został skompilowany z nagrań dla radia w Bratysławie w grudniu 1968, pomimo tego robi wrażenie płyty koncepcyjnej.  Zawierał oryginalną muzykę, będącą połączeniem psychodelii, folk-rocka, popu i muzyki klasycznej. Jedną z inspiracji dla grupy mogła być płyta The Beatles, Sgt. Pepper's Lonely Hearts Club Band.
Album ukazał się wyłącznie w wersji monofonicznej. 
Krótko po wydaniu płyty zespół Prúdy uległ podziałowi; pod tą nazwą występował nadal założyciel grupy, Pavol Hammel, z kolei Varga i Frešo założyli Collegium Musicum.
Album został wznowiony w 1999 w wersji wzbogaconej o nagrania dodatkowe.

## Odbiór płyty
Według Rafała Ziemby jest to najlepsza czechosłowacka płyta lat 60., porównywalna z takimi psychodelicznymi albumami z Europy Wschodniej jak 10000 lépés Omegi czy Na drugim brzegu tęczy grupy Breakout. Według Ziemby wyróżniały się teksty - smutne i zabawne, a także chwytliwe kompozycje i przemyślane aranżacje.
W 2007 album zajął pierwsze miejsce w plebiscycie na 100 najlepszych słowackich albumów wszech czasów zorganizowanym przez dziennik Nový čas. 

## Skład
Muzycy:
- Pavol Hammel – śpiew, gitara,

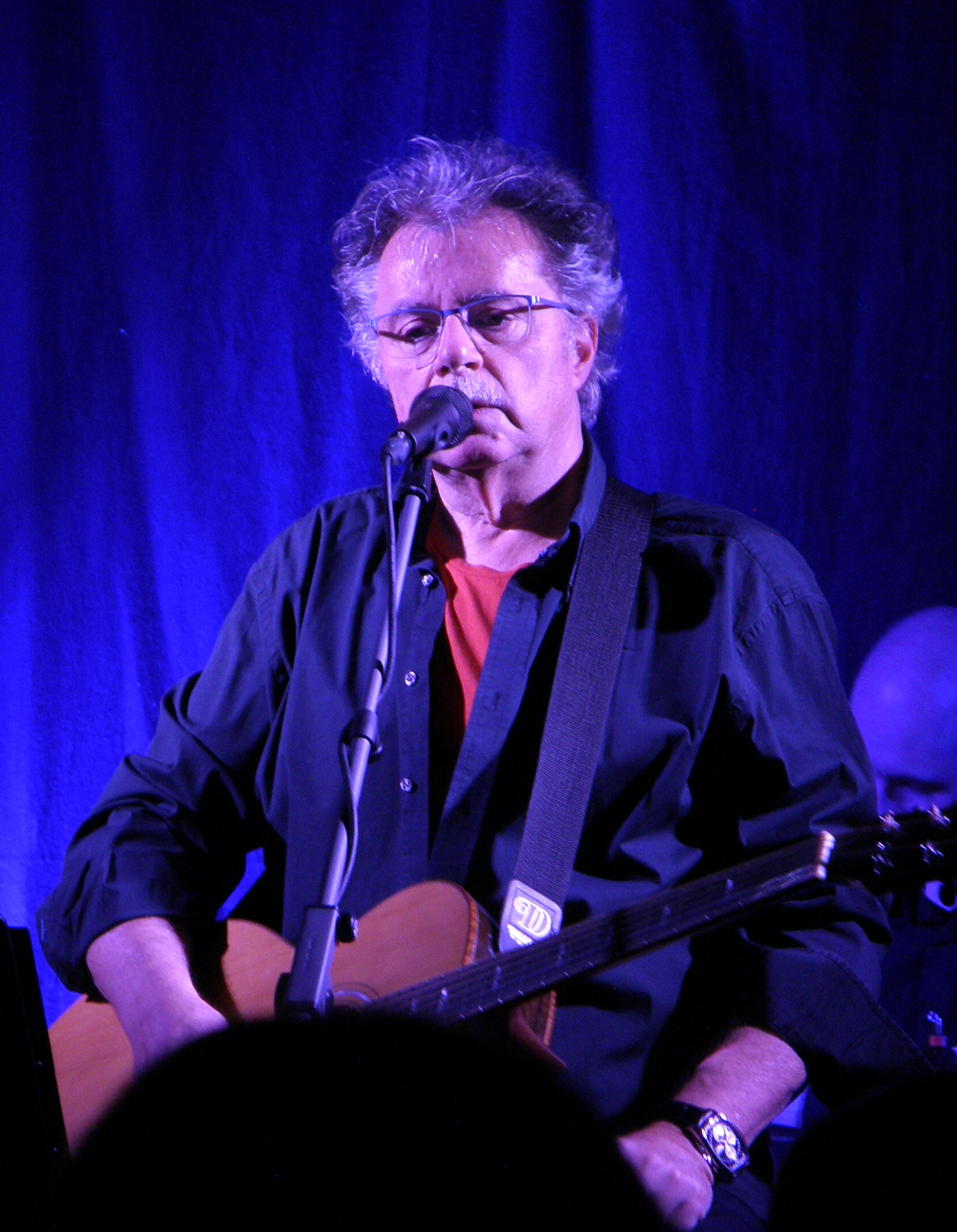
Pavol Hammel w 2016

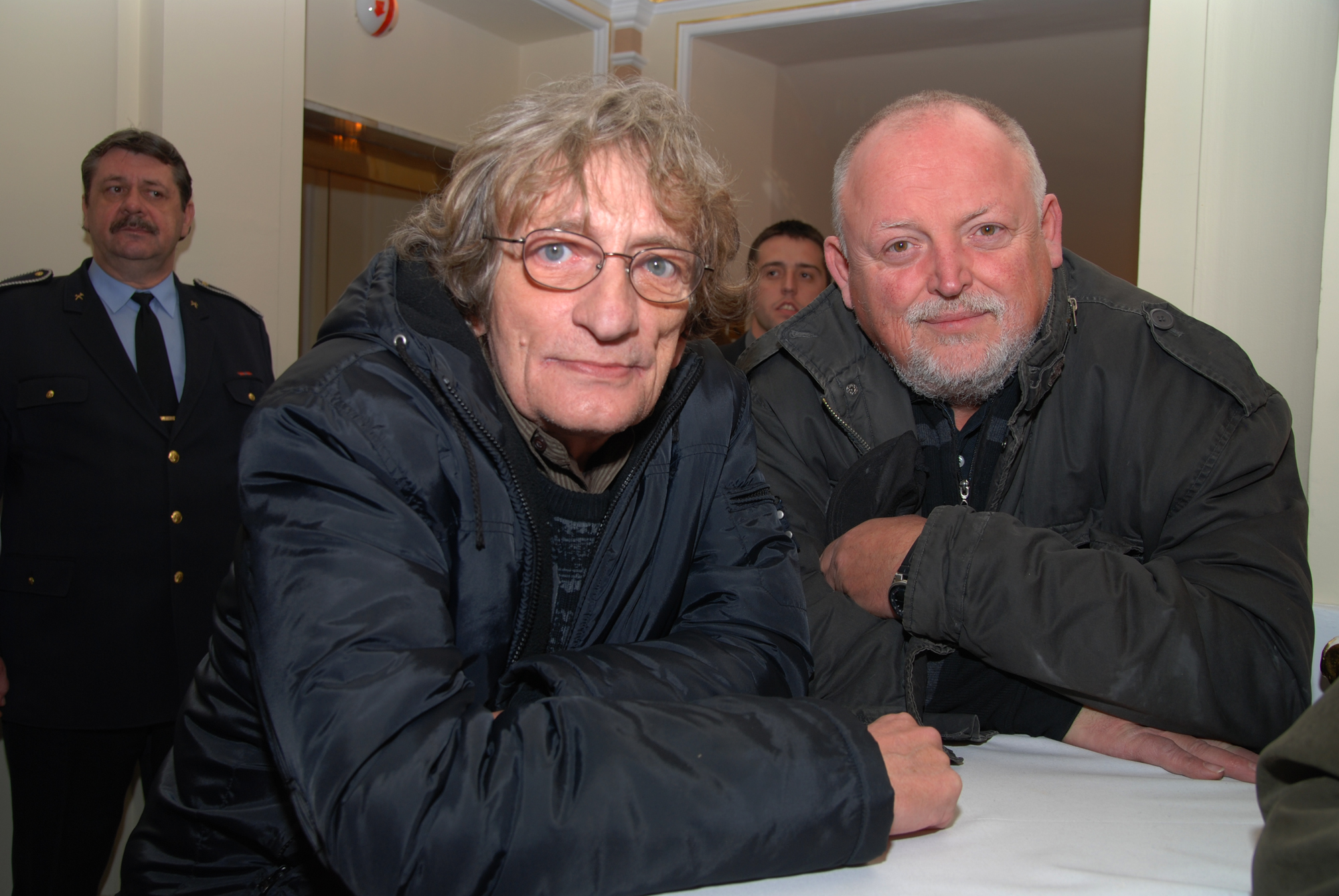
Marián Varga i Fedor Frešo w 2010

- Marián Varga – instrumenty klawiszowe, organy Hammonda,
- Fedor Frešo – gitara basowa,
- Peter Saller – gitara solowa,
- Vladimír Mallý(inne języki) – instrumenty perkusyjne.

W kilku utworach grała też poprzednia sekcja rytmiczna grupy (Vlado Kaššay - gitara basowa i Peter Petro - perkusja).
Produkcja: Pavol Zelenay
Realizatorzy dźwięku: Peter Hubka, Vlado Marko.

## Lista utworów
Na oryginalnym albumie:
1. Zvonky, Zvoňte (3:30)
2. Pred Výkladom S Hračkami (3:50)
3. Balada O Smutnom Jánovi (2:10)
4. Jesenné Litánie (3:50)
5. Strašidlo (2:35)
6. Keď Odchádza Kapela (3:32)
7. Poď So Mnou (3:35)
8. Možno, Že Ma Rada Máš (2:20)
9. Možno (3:30)
10. S Rukami Vo Vreckách (3:34
11. Dám Ti Lampu (2:20)
12. Čierna Ruža (3:40)

Nagrania dodatkowe w wydaniu z 1999:
1. Tam v Massachusetts (2:29)
2. Spievam si pieseň (2:23)
3. Biela holubica (2:45)
4. Zaklínač hadov (1:51)
5. Po písmenku (2:37)
6. Keď zomrie lev (2:51)
7. Šesť starcov (4:37)
8. Medový máj (2:34)
9. Mama (3:49)
10. Ráno (2:56)